# Десант на Думбос
Десант на Думбос (норв. Slaget ved Dombås) — бойові дії між піхотними частинами норвезької армії та німецькими десантниками, що сталися у середині квітня 1940 року під час Норвезької кампанії в Другій світовій війні. 14 квітня 1940 року у рамках завоювання Норвегії на південь від Тронгейма та в якості контрзаходу проти висадки союзників у районі Ромсдаль на південному заході Норвегії німці здійснили висадку роти десантників парашутним способом біля життєво важливого залізничного вузла Думбос. Протягом наступних п'яти днів німецькі війська блокували залізничну лінію Довре між Осло і Тронгеймом, а також головну дорогу між двома містами.

## Історія
Незабаром після німецького вторгнення в Норвегію 9 квітня 1940 року союзники розпочали власну кампанію в Норвегії, щоб підтримати норвезькі сили оборони та не допустити захоплення німцями стратегічно важливої країни.
13 квітня генерал-полковник Ніколаус фон Фалькенгорст — командувач німецькими силами вторгнення в Норвегію — отримав від Верховного командування збройними силами у Берліні наказ захопити силами десанту село Думбос, приблизно в 336 км на північ від Осло. Причиною рішення ОКВ стало неправдиве повідомлення про висадку союзників в Ондалснесі, подія, яка сталася лише через кілька днів. Основним завданням, яке стояло перед німецькими військами, було знищення залізничного вузла, а також блокування будь-якого просування союзників усередину країни, зокрема на південь через долину Гудбрандсдал.
12 квітня 1-ша рота 1-го батальйону 1-го полку 7-ї повітряної дивізії Люфтваффе отримала наказ на десантування в районі Думбоса. У той час як інші чотири роти батальйону вступили в бій ще в перший день німецького вторгнення в Данію і Норвегію, 1-ша рота перебувала в резерві на аеродромі Штендаль поблизу Магдебурга. 13 квітня 1-ша рота оберлейтенанта Герберта Шмідта, що налічувала 185 осіб, озброєна легким озброєнням і 22 кулеметами MG34, приземлилася в аеропорту Форнебю поблизу Осло.
Норвезькі сили, які спочатку базувалися в районі Думбосу, налічували 2-й батальйон 11-го піхотного полку. Через два дні після висадки ворожого парашутного десанту прибуло підкріплення, 1-ша рота 5-го піхотного полку, а 17 квітня 2-й батальйон був замінений 1-м батальйоном 11-го піхотного полку. 17 квітня також прибули кулеметний взвод та зенітна установка. В останній день битви до норвежців приєдналися деякі з перших британських підрозділів, які вступили у бойові дії на суші в Норвегії, незабаром їм на посилення прибула гаубиця з обслугою від Королівської морської піхоти.

### Висадка десанту

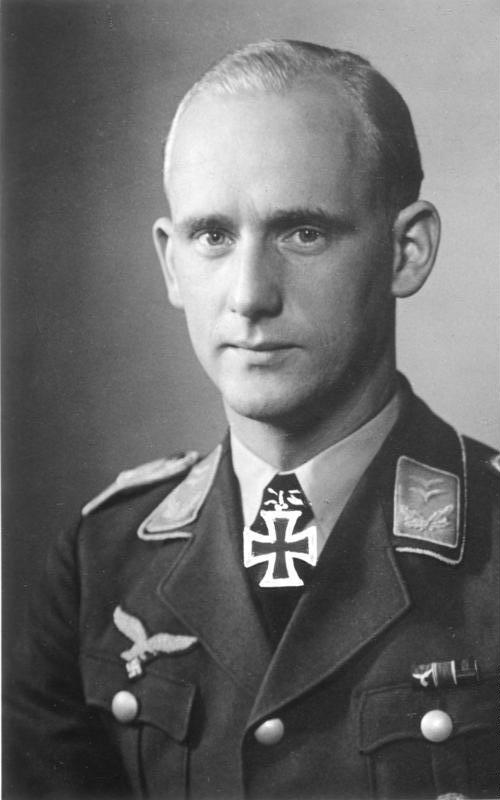
Командир 1-ї парашутної роти оберлейтенант Герберт Шмідт

14 квітня, близько 17:00 за норвезьким часом, 15 транспортних літаків Ju 52 вилетіли у складних погодних умовах з аеропорту Форнебю поблизу Осло. За годину до цього один Ju 52 здійснив розвідувальний політ над зоною скидання в Думбосі, не маючи можливості побачити щось крізь хмарний покрив.
Незважаючи на те, що офіцери, що керували висадкою, бажали відкласти десантування через погодні умови, але той факт, що завдання десанту визначалося на основі прямої команди Адольфа Гітлера, означав, що її потрібно було виконати, попри усі ризики. Висадка десанту з повітря, яку розпочали німецькі парашутисти, стала другою десантною бойовою операцією в історії, перша відбулася п'ятьма днями раніше, коли 9 квітня норвезька авіабаза Сола поблизу Ставангера була захоплена десантниками під час німецького вторгнення в Норвегію.
Коли німецькі літаки, після польоту на 275 км, підлетіли до зони висадки десанту, невеликі розриви у хмарному покрові дозволили більшості Ju 52 скинути вантажні парашути десантників. Погані погодні умови призвели до того, що німців розкидало на величезній території, що тягнулася від Лесії у 20 км на захід від визначеної цілі, до Валасьо у 18 км на північний схід від цілі та за 8 км на південь в долині Гудбрандсдал.

### Битва
На нещастя для німецьких десантників у районі запланованої висадки повітряного десанту за збігом обставин розмістився 2-й батальйон 11-го піхотного полку норвезької армії. Батальйон був мобілізований у Молде за кілька днів до того і прибув потягом у Думбос увечері 13 квітня. Хоча в цьому районі не було зенітних гармат, командир батальйону розташував свої важкі кулемети Colt M/29 на зенітних установках, щоб забезпечити базову протиповітряну оборону на малих висотах.
Поява німецької авіації над Думбосом стала справжньою несподіванкою для норвезьких військ, які, тим не менш, незабаром відкрили вогонь по Ju 52 з усіх наявних видів зброї. У свою чергу німці на борту військово-транспортних літаків Ju 52 відкривали вогонь у відповідь під час бриючого польоту на рівні верхівок дерев. Незабаром після цього над місцевістю були скинуті перші десантники, які, спускаючись на землю, також вели вогонь. Стрільба норвежців з землі завдала великої шкоди німецькій транспортній авіації: лише п'ять з 15 Ju 52 повернулися до Форнебю, ще два приземлилися на авіабазі Вернес поблизу Тронгейма, усі сім літаків, що вціліли, були поцятковані кулями. Ще вісім транспортників були збиті або здійснили вимушену посадку. Один Ju 52 здійснив аварійну посадку на озері Венерн поблизу Марієстада, Швеція, де пізніше провалився крізь лід і затонув. Літак було врятовано та повернуто до Люфтваффе шведською владою у січні 1941 року. Багато десантників, які були на збитих літаках, загинули при падінні або невдовзі після цього були вбиті або захоплені норвезькими патрульними.

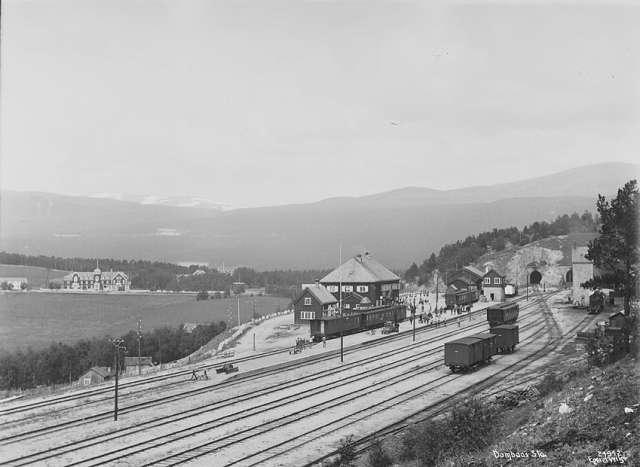
Залізнична станція Думбос, яку намагалися захопити німецькі десантники

Зі своєї групи у 185 десантників оберлейтенант Шмідт зумів зібрати навколо себе лише 63 людини, решта загинули або були розсіяні на величезній території. З цими мізерними силами Шмідт почав виконувати визначене завдання з блокування норвезької залізничної та автомобільної мережі. Німецькі війська заблокували головну дорогу в цьому районі та перерізали телефонний дріт, що пролягав поруч. Захопивши норвезьке таксі та посадивши якомога більше своїх людей у транспортний засіб, Шмідт поїхав на північ до Думбоса.
Група німецьких парашутистів на таксі дісталася ферми Лі по дорозі на Думбос, де наразилася на дві вантажівки з норвезькими солдатами 5-ї роти. Після нетривалого вагання норвежці відкрили вогонь, і німці атакували у відповідь. Після короткого стрілецького бою, під час якого Шмідта було важко поранено, норвежці відбили атаку противника. Десантники припинили подальші спроби захопити Думбос, відступили і зайняли позиції на позиції біля хуторів Улеклеїв і Хагеволден, взявши під контроль всі напрямки та домінуючи над навколишнім ландшафтом. Шмідт — хоча й був важко поранений у стегно та живіт — ніколи не відмовлявся від командування і наказав своїм людям писати на снігу піском, щоб проінформувати авіацію Люфтваффе з проханням про постачання провізії та боєприпасів. Але, їхні спроби не були помічені розвідувальними літаками і не отримали підтримки.
15 квітня останні десантники, що приземлилися на відстані від головної групи, приєдналися до сил 1-ї роти у Думбосі. Протягом ранку десантники виконали частину свого завдання, підірвавши залізничну колію в трьох місцях. Проте пошкодження лінії було швидко ліквідовано норвезькими робочими бригадами, і потяги пройшли наступного дня.

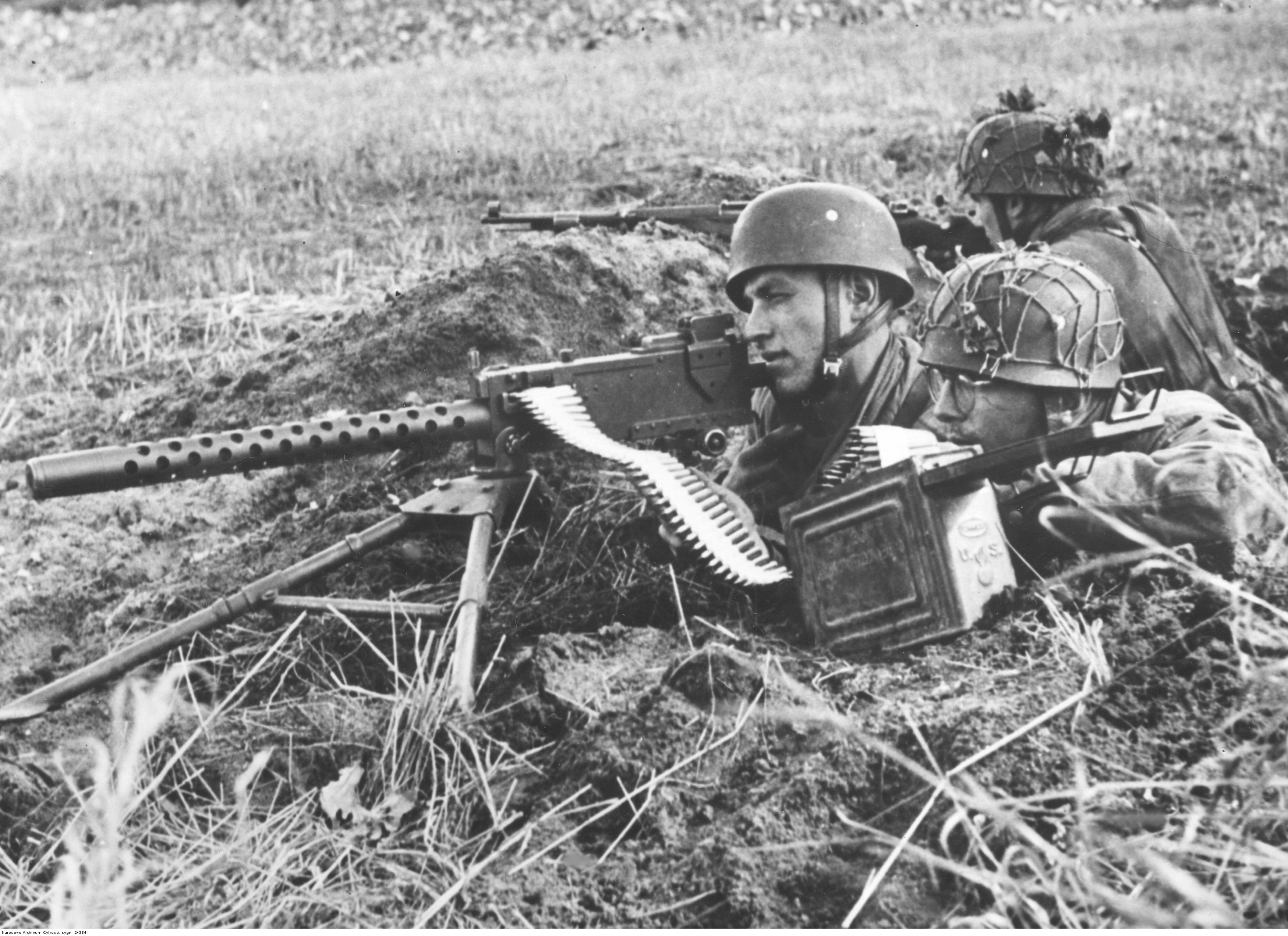
Німецькі десантники з кулеметом Browning М1919 на вогневій позиції

Тим часом були зібрані норвезькі війська, які отримали наказ зупинити наступ війська вермахту в районі Думбоса. Оскільки розвідувальних даних про десант, що висадився, було обмаль, норвезькі командири не мали уявлення про чисельність та розташування німецьких сил. Протягом дня загони з двох важких кулеметних взводів із 41 чоловіком під командуванням капітана Ейліва Аустліда за наказом міністра уряду Трюґве Лі — розпочали штурм позицій Шмідта, щоб забезпечити шлях до евакуації норвезької королівської родини та норвезького уряду. Штурмова група норвежців під прикриттям важких кулеметів через відкрите поле розпочала атаку на німців, що закріпилися на позиціях, отримуючи вогонь у відповідь. Аустлід був лише у 8–10 м від першого німецького кулеметного гнізда, коли він був убитий кулею в груди, і контратака захлинулася без командира. З 41 норвежця, що потрапили в засідку, 28 були схоплені, а п'ятеро втекли.
16 квітня на поле бою прибула 1-ша рота 5-го піхотного полку під командуванням капітана Ботгайма. Ця рота у взаємодії з 2-м батальйоном 11-го піхотного полку та підтримки вогню двох 81-мм мінометів і численних Colt M/29 атакувала німецькі опорні пункти. Після короткого вогневого бою на німецьких позиціях з'явився білий прапор, а одного з норвезьких солдатів, захопленого напередодні у засідці, відправили до норвезьких військ. Поки йшли безрезультатні переговори, німецькі десантники готувалися відійти від свого рубежу оборони і знайти нове місце для боротьби. Прибуття двох норвезьких мінометів повністю змінило розклад сил на полі бою, а запаси боєприпасів німців також були небезпечно низькими. Шмідт вирішив, що він повинен перемістити свої війська на нове і більш захищене місце. Переговори тривали, щоб виграти час, щоб десантники могли вислизнути в темряву.
Коли переговори зірвалися, норвежці знову відкрили вогонь, але раптова наземна хуртовина засліпила артилеристів і дозволила німцям перейти в контратаку і вирватися з оточення. Атака відкинула норвезькі війська на півночі, командир яких наказав відступити до Думбоса. У ніч з 16 на 17 квітня десантники під командуванням Шмідта, розбивши у стрімкій атаці найближчі норвезькі підрозділи, почали пробиватися на південь у напрямку Довре.
Того ж дня норвежці продовжували зачистку осередків німецького опору в інших місцях. 22 німці були схоплені в Кольстаді біля Лесії і ще 23 на залізничній станції Боттгайм.
Рано вранці 17 квітня німці під прикриттям трьох великокаліберних кулеметів, захопленими у норвежців 15 квітня, пішли на прорив. Спроба норвезьких військ відбити несподівану атаку провалилася. З світанком люди Шмідта почали шукати нову позицію, яка могла б забезпечити гарне прикриття без ризику нападу з тилу. Це вони знайшли на фермах Ліндсе високо на схилі пагорба, які домінувала над залізничною лінією та над головною дорогою, що проходила поздовж. Використовуючи споруди на фермах, німецькі десантники перетворили їх на міцні опорні пункти.
Осередкові бої продовжувалися весь день. Не маючи інформації, що головні сили німецької роти на чолі з пораненим командиром здійснили маневр та зайняли інші позиції, норвезькі підрозділи атакували противника. Лише ввечері норвезькі командири дізналися, куди німці перемістилися. У ніч з 17 на 18 квітня прибув фенрік Л. К. Льоккен з 40-мм зенітною гарматою.
18 квітня виявився вирішальним днем у битві. Німці в Ліндсе були оточені з півночі батальйоном I/IR 11, а з півдня — 1-ю ротою 5-го полку, які до того ж були підсилені різними невеликими підрозділами, що прибули напередодні. Рота на півдні також мала 40-мм зенітну гармату, розміщену на залізничному вокзалі Довре, як артилерійську підтримку. Рано вранці норвезькі солдати пройшли на пагорби на південь від ферми Ліндсе і відкрили вогонь. За словами Шмідта, саме тоді ситуація стала справді жахливою:
«Один крок із укріплення чи будівлі гарантував смерть. Тепер ми трималися лише на думці про негайну допомогу».
Незважаючи на те, що німецькі позиції були добре укріплені, їхні боєприпаси дуже швидко закінчувалися, і незабаром капітуляція стала єдиним варіантом, який залишився. Однак того самого ранку несподівано надійшла допомога, коли з Junkers Ju 52 скинули боєприпаси, теплий одяг, провізію, медикаменти та радіочастоту для зв'язку зі штабом.
Пізніше в той же день норвезький офіцер підійшов до Шмідта з пропозицією здатися, але йому було відмовлено. Норвезька 40-мм зенітна гармата продовжувала обстріл ферм Ліндсе протягом дня, випустивши 40–50 снарядів по позиціях навколо господарських будівель і по двох сусідніх ярах. До вечора німці шукали притулку у фермерських будинках, оскільки їх не обстрілювали безпосередньо через утримання там норвезьких полонених.
До світанку 19 квітня німці були повністю оточені краще озброєними норвезькими військами. Протягом ночі до норвежців дійшло останнє підкріплення; залізнична гаубиця, укомплектована обслугою Королівської морської піхоти, що прибула з Ондалснеса. Гаубиця мала в наявності 300 снарядів і о 06:00 відкрила вогонь, випустивши десять пострілів з хорошою точністю. Незабаром прибув інший транспортний літак Ju 52, який доставив припаси обложеним, але повернувся, не здійснивши десантування вантажів, після отримання радіоповідомлення від Шмідта про те, що десантники збираються здатися.
Шмідт послав свого другого командира — лейтенанта Ернста Мьосінгера — для переговорів про капітуляцію, сподіваючись досягти вигідних умов. Майор Арне Сунде, норвезький командир, однак відмовився прийняти будь-що, крім беззастережної капітуляції. Зунде сказав Мьоссінгеру, що якщо німці не оголосять про свою капітуляцію протягом 10 хвилин, запустивши три ракети, британська та норвезька артилерія відновлять бомбардування ферми Ліндсе. Через дев'ять з половиною хвилин, об 11:30, загони німецьких парашутистів випустили три сигнальні ракети.
45 німецьких десантників здалися на фермі Ліндсе, шестеро з яких були поранені. Після годування в муніципальному будинку в Довре полонених німців відправили поїздом до Думбоса.

### Наслідки битви
Загалом за час проведення десантної операції німці втратили 21 чоловіка в ході бойових дій, 40 десантників дістали поранень або травмувань. З них під час початкової фази атаки 15 загинуло, а 20 було поранено і 14 осіб особового складу отримали травми. Безпосередньо під час боїв шестеро були вбиті і ще шестеро отримали поранення до капітуляції 19 квітня. Близько 150 німців були взяті в полон. Сім транспортних літаків Junkers Ju 52 були розстріляні з землі, а восьмий Ju 52 приземлився в нейтральній Швеції. Норвезькі втрати в битві склали 20 загиблих і 20 поранених. Норвезькі та німецькі поранені, яких лікувала норвезька медична служба, спочатку проходили лікування в польовому госпіталі в Думбосі, а потім їх перемістили до звичайної лікарні. Німецькі загиблі були поховані норвезькими військовими у братських могилах, а потім були перенесені після війни на цвинтар німецької комісії з військових могил в Альфасеті в Осло.
Після здачі у полон німецьких солдатів відправили в тил у регіоні Ромсдал, тяжко поранених до шпиталю в Олесунн, а решту (135 солдатів) до школи в Крістіансунні. Під час німецьких бомбардувань Крістіансунда 28–29 квітня військовополонені отримали кілька поранень. Після бомбардування Крістіансунда в'язні були переміщені ліхтерами в Аверой поблизу Крістіансунна, де спочатку їх утримували в школі, поки в Брюхагені не був облаштований належний табір для військовополонених.
Намір норвезької влади полягав у тому, щоб спершу залишити ув'язнених для допиту, а потім відправити їх до Сполученого Королівства, але в хаосі краху опору норвезьких збройних сил у південних частинах Норвегії та евакуації союзників з Ондальснесу наприкінці квітня/початку травня німецькі військовополонені були залишені, щоб бути звільненими бойовою групою полку «Герман Герінг» Люфтваффе. З полонених десантників лише троє потрапили в руки британців і були доставлені до Британії, коли британці евакуювалися з південних частин Норвегії. Один з трьох зміг уникнути полону після десантування на Думбос, поки 29 квітня в самому Думбосі його не спіймали британські та норвезькі війська, що відступали.
13 десантників потрапили в полон поблизу Ліллегаммера 14 квітня після того, як їх Ju 52 був збитий на шляху до цілі. Троє німців, які перебували на борту, були поранені і були відправлені до лікарні Ліллегаммера. Непоранених полонених зрештою перевели до табору для військовополонених Лом в Оппланні. Пілот збитого Ju 52 покінчив життя самогубством, коли наблизилися норвезькі війська.